# Colotis liagore
Colotis liagore är en fjärilsart som först beskrevs av Johann Christoph Friedrich Klug 1829.  Colotis liagore ingår i släktet Colotis och familjen vitfjärilar.
Artens utbredningsområde är Sudan. Inga underarter finns listade i Catalogue of Life.